# Аудитория Мецената
Аудитория Мецената — единственная постройка, сохранившаяся от виллы Мецената в Риме.
Строение было, скорее всего, нимфеумом в садах, которые примыкали к вилле, построенной около 30 года до н. э. на Эсквилине. Зал четырёхугольной формы имеет полукруглую апсиду с пятью нишами, к которым ведёт лестница из семи ступеней, некогда украшенных мрамором. На каждой боковой стороне также находятся по шесть ниш. Нимфеум не имел окон, остатки водопровода указывают на наличие фонтана.
В зале, возможно, собирались для бесед и дискуссий поэты, которым покровительствовал Гай Цильний Меценат.